# Сима Катић
Сима Катић - Прекодринац (1783-1833) је био српски војвода и учесник Српске револуције.
Учествовао је у Боју на Равњу у августу 1813. године у оквиру Првог српског устанка. Када је угушен устанак, Сима Катић је са многим другим војводама побегао у Аустрију да би избегао одмазду Османлија. Вратио се у Србију када је отпочео Други српски устанак 1815. године.

## Црква у Глоговцу
Када је Карађорђе после Мишарске битке 1806. зашао у Мачву, нашао је свега три цркве: цркву у Црној Бари, цркву између Белотића и Метковића и цркву у Глушцима. Свакој од њих поклонио је по звоно.
После ослобођења 1815. године народ је довукао грађу да начини нову цркву. Међутим, спречио га је у томе Мачванин буљубаша Сима Катић, који је своје седиште имао у Глоговцу па је желео да цркву ту и премести. Цркви су припадала села: 
- Црна Бара,
- Салаш Црнобарски,
- Глоговац,
- Баново Поље,
- Клење, и
- Бадовинци.

Ниједно од набројаних села није хтело да пристане да се црква премести у Глоговац. Катић обећа Бадовинчанима да ће им озидати цркву у њиховом селу ако му за ноћ превуку грађу намењену цркви до његовог чардака у Глоговцу. Бадовинчани то учине и тако је Црна Бара остала без своје цркве.
Црквено звоно и двери са црнобарске цркве Катић је поклонио Бадовинчанима као награду што су га послушали и пренели грађу у Глоговац. Звоно је доцније пало са звоника бадовиначке цркве и разбило се. Кнез Александар Карађорђевић наредио је да се разбијено звоно прелије, што је и учињено у Крагујевцу 1848. и враћено је цркви. После аустроугарске окупације Србије њихове власти су наредиле да се покупе сва звона и тада му се губи сваки траг. Двери су и данас на бадовиначкој цркви и на њима стоји уклесана 1741. година.